# Luca Castellazzi
Luca Castellazzi (Gorgonzola (Milão), 19 de julho de 1975) é um ex-futebolista italiano que atua como goleiro. Atualmente, é diretor-esportivo do Torino.
Revelado nas categorias de base do Monza, estreou profissionalmente em 1994, defendendo o Varese. Em sua carreira, destacou-se jogando por Brescia (1999 a 2005) e Sampdoria (2005 a 2010). Passou ainda 4 temporadas na Internazionale, mas jogou apenas 24 vezes pelos Nerazzurri, tendo integrado o elenco que venceu o Mundial de Clubes de 2010. Em 2014, assinou com o Torino, jogando apenas 1 partida, pela Copa da Itália, contra a Lazio - entrou no lugar do lateral Cristian Molinaro, após a expulsão do titular Daniele Padelli.
Com o final de seu contrato, em junho de 2016, Castellazzi optou em encerrar a carreira, passando então a ocupar a direção esportiva do Torino.

## Títulos
Internazionale
- Supercopa da Itália: 2010
- Mundial de Clubes FIFA: 2010
- Coppa Italia: 2010-11